# Сидорово (Покровское сельское поселение)
 Сидорово  — деревня на территории Николо-Кормской сельской администрации Покровского сельского поселения Рыбинского района Ярославской области.
Деревня расположена на автомобильной дороге Р104 на участке Углич-Рыбинск, между деревнями Омляково (в сторону Углича) и Нелюбовское (в сторону Рыбинска). На расстоянии около 1 км к северу расположена деревня Малыгино, а к югу — деревни Прокошево и Суворово, юго-западнее урочище Суринино, где ранее была деревня. Преобладает традиционная застройка, рубленые избы фасадами на улицу. На 1 января 2007 года в деревне проживало 55 человек. По почтовым данным в деревне 60 домов. В деревне ранее был колхозный коровник, от которого остались руины на юго-западной окраине.
Автобус связывает село с Рыбинском, Мышкиным и Угличем. Администрация сельского поселения в поселке и центр врача общей практики находится в посёлке Искра Октября, почтовое отделение в селе Покров (оба по дороге в сторону Рыбинска).